# J. Kerntopf i Syn

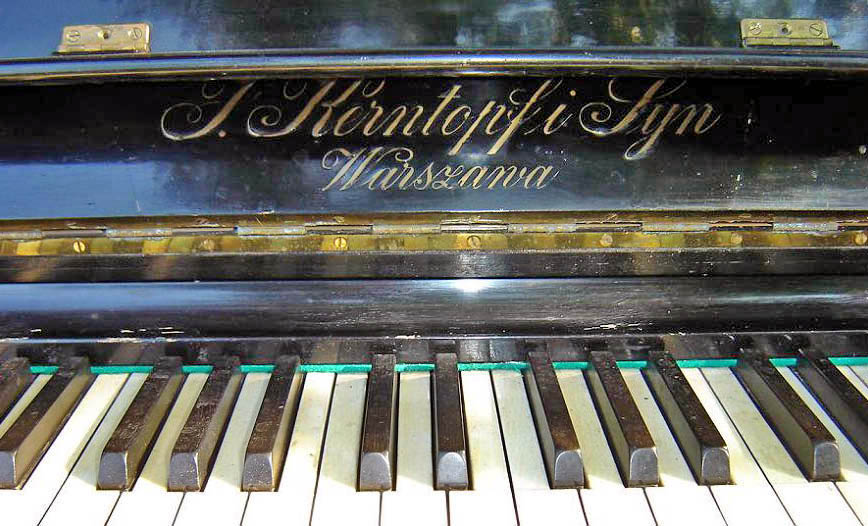

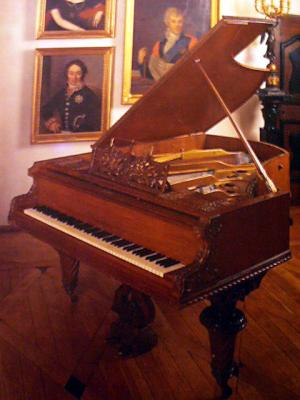
Ein Kerntopf-Flügel aus den 1920er Jahren

J. Kerntopf i Syn (auch Kerntopf Jan oder Kerntopf Jan i Syn Sp., später J. Kerntopf i Syn, Spółka Akcyjna) war ein Klavierbauunternehmen in Warschau. Die Manufaktur bestand rund 100 Jahre und gehörte zu den bedeutendsten Klavierbauern Polens. Hier produzierte Instrumente wurden mehrfach auf internationalen Ausstellungen ausgezeichnet und auch außerhalb Polens verkauft. Der Niedergang des Unternehmens setzte in der Zwischenkriegszeit ein.

## Geschichte
Im Jahr 1840 gründete der deutschstämmige Jan Aleksander Kerntopf (1812–1883) eine Klavierwerkstatt in Warschau. Das Unternehmen gehörte schon bald neben Krall i Seidler, A. Hofer und J. Malecki zu den bedeutendsten Klaviermanufakturen der Stadt. Drei seiner fünf Söhne sollten später die Tradition als Klavierbauer fortführen: Edward (1846–1901), Henryk (1858–1914) sowie Józef Kerntopf (1864–1922).

### Gründer und Aufbau
Kerntopf war 1830 als junger Mann aus Bromberg nach Warschau gekommen und hatte in der Klavierfabrik Buchholtz i Männling von Fryderyk Buchholtz und Jerzy Männling in der ul. Świętokrzyska 24 eine Lehre begonnen. Noch im Jahr 1830 hatte er sich im Novemberaufstand zur polnischen Armee gemeldet und war bei einem Einsatz gegen russische Einheiten schwer verletzt worden. Nach der langwierigen Genesung kehrte er 1833 zu seinem Arbeitgeber Buchholtz zurück, bei dem er bis zum Erhalt seines Meisterbriefes 1840 arbeitete. 1840 eröffnete er dann seine eigene Werkstatt. Um 1846 kaufte er den Buchholtz’schen Erben die für den Instrumentenbau notwendigen Werkzeuge und Materialvorräte ab.
Zunächst (bis 1849) baute er Klaviere mit sieben Oktaven, Halbmetallrahmen und vier Stützen. Bauteile importierte er aus Belgien und Deutschland. 1853 stellte er das erste Klavier Polens nach dem „belgischen System“ des Belgiers Charles-Joseph Sax (1790–1865) her, das sich dadurch auszeichnete, dass die Saiten wechselweise an der Oberfläche und durch das Innere des Korpus verliefen, um den Druck auf den Resonanzboden zu neutralisieren. Dieses Klavier wurde komplett aus bei Kerntopf selbst erstellten Bauteilen hergestellt. Auf der 1857 in Warschau organisierten „Großen Industrieausstellung“ präsentierte Jan Kerntopf ein dekoratives Klavier mit einer Mechanik nach „französischem System“ und einem Doppelrahmen, das mit Diplom ausgezeichnet wurde. Zu der Zeit wurden die Hälfte der bei Kerntopf gebauten Klaviere in das Russische Kaiserreich (ohne das Weichselland) geliefert. Im Jahr 1862 entstand bei Kerntopf der erste Flügel Polens ohne Verwendung importierter Teile. Zehn Jahre später baute das Unternehmen den ersten Konzertflügel nach dem amerikanischen System (Einzeltastenmechanik), wie es Steinway & Sons verwendeten. Es kam auch die „englische Mechanik“ (Stoßzungenmechanik) zum Einsatz. Die Verwendung dieses Systems bedeutete den Bruch mit der „Wiener Mechanik“ (Prellmechanik), die bis dahin in der polnischen Produktion vorherrschend war.

### Zweite Generation
Im Jahr 1878 trat Kerntopfs Sohn Edward Konstanty, der in Berlin, Dresden und Leipzig gelernt und mehrere Jahre als Klavierstimmer gearbeitet hatte, in das väterliche Geschäft ein. Fortan firmierte die Manufaktur unter J. Kerntopf i Syn. 1881 wurde auch der zweite Sohn, Henryk Kerntopf, der ebenfalls bei deutschen Klavierbauern sowie bei der von Sébastien Érard gegründeten Klaviermanufaktur in Paris in die Lehre gegangen war, Gesellschafter des Unternehmens. Er leitete ab 1892 eine Filiale in Kiew in der Chreschtschatyk Nr. 33. Diese Filiale bestand bis zum Ersten Weltkrieg. Im selben Jahr trat auch der dritte Sohn, Józef Kerntopf, dem Unternehmen bei. Nach dem Tod des Vaters 1883 übernahmen zunächst Edward und Henryk die Fabrik, die dank ihres guten Rufes ihre Umsätze steigern konnte; in den 1880er Jahren arbeiteten zwischen 30 und 60 Arbeiter in der Warschauer Manufaktur, die rund 100 bis 200 Instrumente im Jahr herstellten.
Kerntopf-Instrumente errangen verschiedene Auszeichnungen auf Ausstellungen:
- Allrussische Industrie- und Handwerksausstellung 1882, Silbermedaille für ein Klavier mit „belgischem System“
- Warschau, 1885, Goldmedaille für verschiedene Instrumente mit Steinway-System
- Warschau, 1887, Anerkennungsdiplom anlässlich einer Ausstellung im Industrie- und Landwirtschaftsmuseum (Muzeum Przemysłu i Rolnictwa)
- Paris, 1889, Goldmedaille (Grand Prix) für ein Klavier und einen Konzertflügel
- Allrussische Industrie- und Handwerksausstellung 1896, Nischni Nowgorod, Goldmedaille
- Kiew, 1897, Goldmedaille
- Genf, 1927, Grand Prix (L’Exposition internationale de la musique)

Nach dem Tod von Edward Kerntopf im Jahr 1901 leiteten seine Brüder Henryk und Józef die Geschäfte.

### Niedergang und Zweiter Weltkrieg
Henryk Kerntopf starb 1914, sein Bruder Józef führte das Unternehmen weiter. Der Erste Weltkrieg beeinträchtigte das Geschäft erheblich. Finanzielle Probleme führten in Folge zur Umfirmierung des Unternehmens in eine Aktiengesellschaft durch die Erben sowie die Bank Polski. Seit Beginn der 1920er Jahre lautete der Name der Firma entsprechend J. Kerntopf i Syn, Spółka Akcyjna. Kurz darauf (1922) starb auch Józef Kerntopf. In der Enkelgeneration des Gründers war nur noch Zofia Maria Kerntopf-Romaszkowa (1896–1974), die Tochter von Józej Kerntopf, in der Musikbranche – wenn auch nicht im Unternehmen – beruflich engagiert. Sie war Pianistin und Hochschullehrerin an der Musikakademie in Łódź. Auch verfasste sie etliche Schulbücher zum Thema.
Mitte der 1930er Jahre arbeiteten nur noch zehn Personen in der Kerntopf-Fabrik. Die Unternehmensanteile befanden sich später (gemäß einem Warschauer Unternehmensverzeichnis von 1942) in den Händen von Aleksander und Stefania Granke, Julia Gising, Jożef Arnold und Teodor Misiorowski. 1944 wurde das Fabrikgebäude während der Kämpfe im Rahmen des Warschauer Aufstandes zwar kaum beschädigt; das Geschäft selbst kam aber zum völligen Erliegen. Nach dem Krieg wurde die Tradition des Unternehmens unter dem Vorkriegs-Vorstandschef Aleksander Granke in der Klavierabteilung der Musikinstrumente-Genossenschaft „Ton“ (Spółdzielnia Instrumentów Muzycznych „Ton“) fortgeführt; es wurden noch Klaviere in kleiner Auflage gebaut. Mit dem Tode Grankes im Jahr 1952 endete auch die letzte Verbindung zum traditionsreichen Unternehmen Kerntopf i Syn.

## Firmensitze
Im Laufe der Jahre wechselte das Unternehmen mehrfach seinen Warschauer Firmensitz. Die Fertigung befand sich in chronologischer Reihenfolge in der ul. Elektoralna, am pl. Krasińskich 549a (1841–1886), in der ul. Miodowa 14 im heutigen Chodkiewicz-Palast (1886–1909), in der ul. Przemysłowa 31/33, einem Gebäude im Eigenbesitz (1909–1922), in der ul. Szpitalna 9 (1922–1945) sowie in der ul. Kapucyńska 5 in der Nachkriegszeit.

## Beziehung zu Ignacy Paderewski
Der Pianist und spätere Politiker Ignacy Jan Paderewski lernte Edward Kerntopf bei einem Besuch im Verkaufssalon des Unternehmens in den 1870er Jahren kennen. Da die Familie Paderewski nicht wohlhabend war, stellte das Unternehmen auf Anregung Edwards dem jungen Pianisten, der am Konservatorium der Musikakademie Warschau angenommen worden war, ein Instrument zur Verfügung. Der Klavierbauer wurde in Folge ein Förderer und Freund des jüngeren Paderewski. Der junge Student lebte mehrere Jahre im Haus der Familie von Edward Kerntopf, und 1887 finanzierte Kerntopf ihm ein Studienjahr in Wien.
Über das erste Zusammentreffen zwischen Paderewski und Kerntopf schrieb der Komponist später:

„Das war wirklich Liebe auf den ersten Blick und der Beginn einer echten Freundschaft. Damit begann das Interesse von Edward Kerntopf an meiner Person. Bereits in jenem ersten Augenblick des Kennenlernens erwies er mir, einem kleinen Jungen, eine herzliche Freundlichkeit, und bis zu seinem Tode blieb er mein ergebener Freund. So viele Jahre ist es her, dass er mir geholfen hat, es war eine glückliche Fügung in meinem Leben.“

Dank seiner Beziehungen konnte sich Paderewski 1889 auf der Weltausstellung in Paris erfolgreich dafür einsetzen, dass die ausstellende Kerntopf’sche Fabrik eine Goldmedaille erhielt.
Die Beziehung zwischen Paderewski und den Kerntopfs hielt auch über den Tod des frühen Förderers hinaus; so schickte die 1895 gegründete New Yorker Paderewski-Stiftung (Paderewski Fund) während des Zweiten Weltkrieges Unterstützungspakete an einen Neffen von Edward, Ignacy Jan Kerntopf, nach Warschau.

## Bedeutende Kunden
Viele Kerntopf-Instrumente wurden in den Osten verkauft. So besaß auch die Zarenfamilie wenigstens einen Flügel der Kerntopfs. Dieses außergewöhnliche Instrument war nach einer Ausschreibung um das Jahr 1900 vom Künstler Stanisław Witkiewicz im Zakopane-Stil mit Volkskunstelementen dekoriert worden. Für ihr 12-jähriges „Wunderkind“ erwarben auch die Eltern von Marian Filar (1917–2012), einem späteren Konzertpianisten, einen Kerntopf-Flügel.
Auf Kerntopf-Instrumenten spielten neben Paderewski u. a. folgende Künstler:
- Antoni Kątski
- Emanuel Kania
- Rudolf Strobl
- Józef Wieniawski
- Aleksander Michałowski
- Antoni Rutkowski
- Eugeniusz Pankiewicz
- Harold Bauer
- Bolesław Domaniewski
- Annetta Essipowa
- Józef Hofmann
- Henryk Melcer-Szczawiński
- Alfred Reisenauer
- Antonina Adamowska-Szumowska
- Zbigniew Śliwiński
- Józef Turczyński